# Spøgelsespatient
Spøgelsespatienter er borgere, der mod alle regler ikke er tilknyttet en praktiserende læge, fordi der ikke er ledige læger i deres lokalområde. 

## Ekstern henvisning
- "Privathospitalerne vil blomstre i Danmark i 2017", artikel af Ole Felsby i Dagens Medicin, 29. november.2007